# Malagoniella coerulea
Malagoniella coerulea är en skalbaggsart som beskrevs av Vladimir Balthasar 1939. Malagoniella coerulea ingår i släktet Malagoniella och familjen bladhorningar. Inga underarter finns listade i Catalogue of Life.